# Tingsrättsreformen i Sverige
Tingsrättsreformen, även kallad domstolsreformen, var ett led i den harmonisering av förvaltning och rättsväsen i städer och på landsbygden som genomfördes i Sverige under 1900-talet.
Vid sekelskiftet 1900 fanns i Sverige 118 häradsrätter och 90 rådhusrätter. Endast två av de dåvarande städerna saknade rådhusrätt och tillhörde den omkringliggande domsagans häradsrätt. I ingen av de kommuner som blev städer under perioden 1901–1951 inrättades dock en ny rådhusrätt. I stället avskaffades dessa i många mindre städer. Antalet rådhusrätter hade år 1951 minskat till 48. Rådhusrätterna finansierades av städerna själva, så i de flesta fall var man positiv till att bli lagd "under landsrätt". Ibland uppfattades det dock som en högre status att ha en egen jurisdiktion.
År 1965 förstatligades de kvarvarande rådhusrätterna och 1971 omvandlades såväl de 108 häradsrätterna som de 27 rådhusrätterna till 108 tingsrätter. Dessa har sedan dess ytterligare minskat i antal genom sammanläggning av domsagor.
Detta var, tillsammans med framför allt kommunreformen 1971 och införandet av enhetlig kommuntyp, en av de reformer som helt utplånade den administrativa och juridiska skillnaden mellan städer och landsbygd.